# Naikoon Park
Naikoon Park är en park i Kanada.   Den ligger i North Coast Regional District och provinsen British Columbia, i den sydvästra delen av landet, 4 000 km väster om huvudstaden Ottawa. Naikoon Park ligger 34 meter över havet.
Terrängen runt Naikoon Park är platt. Havet är nära Naikoon Park åt sydost. Trakten är glest befolkad. Det finns inga samhällen i närheten. 